# 布拉文起义
布拉文起义又稱阿斯特拉罕起义（俄语：Булавинское восстание，羅馬化：Bulavinskoye vosstaniye ，Восстание Булавина, Vosstaniye Bulavina ) 是1707年至1708年期間頓河哥薩克人反抗俄罗斯沙皇国彼得大帝的一場起事。此次起事的領導人是布拉文。他是一位哥薩克首領。
俄罗斯沙皇国限制農民逃亡，不過17世纪末到18世纪初，有許多人逃亡到顿河流域。1707年7月6日，彼得大帝要求尤·弗·多尔戈鲁基前往顿河一带搜捕逃亡农民。1707年10月9日夜，布拉文率领200多名哥萨克和盐场工人殺死尤·弗·多尔戈鲁基。10月底，起事者武裝被擊潰，布拉文率众逃到扎波罗热。1708年春，布拉文武裝再次來到顿河流域，人数增到2000人。第聂伯河、顿河之间43个县受到布拉文起義影響。4月12日，彼得大帝派遣被布拉文部下处死的多尔戈鲁基之弟率领7000名政府军镇压布拉文。5月1日，布拉文武裝占领了切尔卡斯克。後來有人包围了布拉文住所，要他投降。1708年7月7日。布拉文开枪自杀。布拉文起义最終被鎮壓。